# Robin Leon
Robin Leon (nom de scène de Robin Schlupp), né le 22 mars 1997 à Ettendorf, est un musicien et chanteur français de schlager.

## Biographie
Robin Schlupp naît le 22 mars 1997 à Ettendorf, où, à l'âge de 8 ans, commence la musique à l'école de musique. Il intègre l'école de musique du Pays de la Zorn avec solfège pendant 4 ans, et, en septembre 2012 se présente au concours d'entrée au conservatoire de Strasbourg, où il est admis.
Il se fait connaître à 15 ans en tant que trompettiste en sortant un disque.
Son nom de scène, Robin Leon, qui reprend les initiales de son grand-père maternel, est choisi avec sa famille.
Il est diplômé d'un baccalauréat, qu'il obtient en 2016.
En août 2016, Robin Leon remporte la grande finale du concours de chant télévisé de la chaîne allemande ARD de l'émission Immer Wieder Sonntags. Le télé-crochet est regardé par plus de deux millions de personnes. Son premier album, Mein Sommertraum, sort le même mois.
Vedette du schlager en Alsace et en Allemagne, il intègre la revue du Royal Palace de Kirrwiller et a sa propre émission de télévision. Intitulée Robin Leon Show et diffusée en 2023 sur France 3 Alsace, c'est la première fois qu'une émission de télé est consacrée au schlager en France.